# Sunshine (EP Old Man River)
Sunshine è il primo EP del cantautore australiano Old Man River, pubblicato in Australia l'11 ottobre 2004.

## Tracce
1. Sunshine – 3:52
2. Your Side – 3:19
3. Watching it All – 4:33
4. New Morning – 4:26
5. Meaningless – 9:59